# Блитар (город)
Блитар (индон. Kota Blitar) — город в провинции Восточная Ява (Индонезия). До 2010 года был столицей одноимённого округа. Находится в 73 километрах от Маланга и 167 километрах от Сурабаи. В Блитаре есть несколько храмов эпохи империи Маджапахит, таких как храмы Пенатаран и Симпинг.
В пяти километрах от городской площади находится могила Сукарно, первого президента Индонезии. Активный вулкан Келуд находится в 20 километрах севернее от Блитар.
Нынешний вице-президент Индонезии Будионо, и командующий армией Индонезии, адмирал Агус Сухартоно родились в Блитаре.